# Mondorlak
Mondorlak (románul: Mândruloc) falu Romániában, a Partiumban, Arad megyében.

## Fekvése
Aradtól délkeletre, a Maros jobb partján, Öthalom és Maroscsicsér között fekvő település.

## Története
A falu nevét 1471-ben említette először oklevél Bodorlaka alakban. A későbbiekben nevét többféleképpen is írták, így 1561-ben Badarlaka, 1564-ben Monostorlaka, 1607 előtt Mantaluk, 1752-ben Mondorloc, 1808-ban Mondorlak ~ Széplak, 1913-ban Mondorlak néven is.
A trianoni békeszerződés előtt Arad vármegye Aradi járásához tartozott.
1910-ben 1583 lakosából 1534 fő román, 42 magyar volt. A népességből 1535 fő görögkeleti ortodox, 33 római katolikus volt.
A 2002-es népszámláláskor 1092 lakosa közül 1080 fő (98,9%) román, 4 (0,4%) német, 3 (0,3%) magyar, 3 (0,3%) szlovák, 2 (0,2%) ukrán volt.